# Fabrizio Feo
Fabrizio Feo (Salerno, 25 luglio 1957) è un giornalista italiano.

## Biografia
Comincia l'attività giornalistica nel 1976 nelle radio locali di Salerno e al periodico La Voce della Campania. Dal 1977 e fino a 1984 lavora per la redazione di Napoli de L'Unità e firma in particolare servizi e inchieste sulla camorra e sui rapporti tra crimine organizzato e politica e ad alcune trasmissioni radiofoniche regionali della Rai.
Diventa direttore responsabile del periodico della Campania Dossier Sud, fondato e diretto da Giuseppe Marrazzo. Collabora a il Manifesto (1979- 1981) e dal 1980 e il 1985, alla rubrica del TG2 Dossier. Lavora con Giuseppe Marrazzo in particolare ai dossier su racket camorra e mafia.
Tra il 1983 e il 1985 è corrispondente da Campania e Calabria per L'Ora di Palermo, collabora a Paese Sera (1984-1987), a L'Espresso, a Epoca (per la quale firma alcuni scoop). Tra il 1987 e il 1991 è inviato per il Giornale di Napoli.
Dal 1991 lavora a Lezioni di Mafia, programma ideato dal giudice Giovanni Falcone con il direttore del Tg2 Alberto La Volpe e il giornalista Raffaele Genah. Al Tg2 dal 1992 realizza speciali sulla criminalità organizzata, per le edizioni del telegiornale e la rubrica Pegaso e firma dossier sulla camorra e sul traffico internazionale di armi.
Dal 1995 lavora a Format e a Mixer occupandosi della trasmissione “L'Errore” e, come autore, di “Drug Stories”. Dal 1999 è al Tg3 dove realizza servizi e inchieste sulla criminalità organizzata italiana e straniera, terrorismo soprattutto di matrice islamista, di traffici di droga armi e riciclaggio di denaro sporco. Come inviato Rai, torna in Afghanistan dove era già stato fin dal 1996 a più riprese per documentare la produzione di oppio.

## Libri
- Persone e luoghi della droga a Napoli, Osservatorio sulla Camorra, Edizioni Sintesi.
- Uomini e affari della camorra, Osservatorio sulla Camorra, Edizioni Sintesi.
- Matteo Messina Denaro, La mafia del Camaleonte, Rubbettino Editore.

## Premi
- 1981, Premio Nazionale dell'Aci.
- 1988, Premio Giancarlo Siani, per il libro Uomini e affari della camorra, Osservatorio sulla Camorra, Edizioni Sintesi.
- 2004, Premio Cronista dell'anno per i servizi sulla criminalità organizzata e ambientale.
- 2005, Premio Marcello Torre alla carriera per l'impegno professionale contro la camorra.
- 2006 Premio Gerbera Gialla con il procuratore Piero Grasso, il giornalista de La Stampa Francesco La Licata e i Dirigenti e Funzionari della polizia di Stato che hanno catturato il boss Bernardo Provenzano, per l'impegno professionale contro le organizzazioni mafiose.
- 2006 Premio Ambiente e Legalità conferito da Legambiente
- 2014 Premio Lo Sardo con Lirio Abbate, Giovanni Bianconi, Amedeo Ricucci.
- 2015 Premio Nazionale Borsellino.
- 2016 Premio Ambiente e Legalità, XIII edizione conferito da Legambiente
- 2020 Premio Michele Cavaliere, II edizione conferito da Sos Impresa  e  dal Circolo della Legalità di Castellammare di Stabia (Na)

| Controllo di autorità | VIAF (EN) 168531259 · ISNI (EN) 0000 0001 1729 2271 · SBN CFIV086785 · LCCN (EN) no2011027381 · GND (DE) 143704451 |